# Стрены

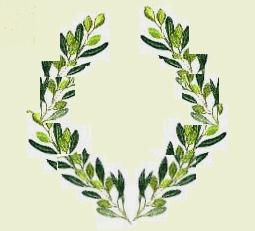
Лавровые ветви

Стре́ны (лат. strenae) — y древних римлян название подарков, которыми обменивались в день нового года «ominis boni causa».
Обычай был связан с культом сабинской богини Стрении (тождественной римской богине Салюс), подательницы благополучия, из рощи которой уже во времена Тита Тация (основателя сабинской науки авгуров) в первый день нового года приносили на Капитолий ветки как символ счастья.

## Описание подарков
Когда культовый обряд сделался народным, установился обычай посылать в первый день нового года друг другу лавровые и пальмовые ветви вместе с другими подарками и всевозможными пожеланиями; обыкновенно посылались сласти, как бы для выражения пожелания, чтобы год доставил больше радостей и удовольствий..
В числе подарков посылали, между прочим, жёлуди, напоминавшие о древнейшей поре жизни в лесах, а также медные ассы с изображением Януса и корабля — символами благодатного золотого века Януса и Сатурна. Кроме того, дарили глиняные или бронзовые светильники с изображением Победы, держащей в руках щит, с надписью Annum novum faustum felicem, a также лавровые листы, ветки с финиками, кучки спрессованных фиг и разные монеты.

## Предназначение
Такими подарками приветствовали клиенты своих знатных покровителей и подданные — императоров (за исключением Тиберия, который предписал не беспокоить его подношениями в первый день нового года).

## Пережитки
Несмотря на преследования со стороны христианских писателей, этот обычай существовал в народе долгое время. Во Франции его прямым наследием являются так называемые этренны (фр. étrennes) — новогодние подарки обслуживающему персоналу.